# Raketoplan 2.02
2.02 je bilo ime sovjetskega raketoplana v izdelavi. Ob opustitvi sovjetskega vesoljskega programa 2.02 še ni bil končan in je bil kasneje razstavljen.